# Sakyong Mipham Rinpoche
Sakyong Mipham Rinpoche (Ösel Rangdrol Mukpo, 15 novembre 1962) è un filosofo e maestro di meditazione tibetano.
È a capo del lignaggio Shambhala e a guida di Shambhala International, una rete che conta più di duecento tra centri di meditazione e di ritiro, monasteri e università in tutto il mondo.  È alto lama del lignaggio Nyingma del buddismo tibetano ed è figlio di Chögyam Trungpa Rinpoche.

## Biografia
Sakyong Mipham Rinpoche è nato nel 1962 a Bodhagaya, in India, con il nome di Ösel Rangdröl Mukpo. Il padre, Chögyam Trungpa Rinpoche, è stato un maestro di meditazione buddista che nel 1959 aveva lasciato il Tibet a causa della minaccia dell'invasione cinese ed era fuggito in India assieme ad un consistente gruppo di rifugiati. La madre, Könchok Paldrön, è stata una monaca. I due si erano incontrati durante il viaggio dal Tibet verso l'India. Successivamente Chögyam Trungpa, all'epoca ancora molto giovane, aveva lasciato l'India per andare a studiare all'università di Oxford, e aveva affidato il figlio alla madre. Ösel Mukpo è cresciuto quindi in un villaggio di rifugiati tibetani nel nord dell'India, dove ha ricevuto una prima educazione buddista, dopodiché ha raggiunto Chögyam Trungpa dapprima in Inghilterra e poi in Nord America.
Nel 1979, in una cerimonia ufficiale, Chögyam Trungpa Rinpoche ha dato ad Ösel Mukpo il titolo di Sawang, "signore della terra", designandolo erede del lignaggio Shambhala e futuro Sakyong. In occidente, il Sakyong ha il compito di guidare gli studenti di meditazione buddista di tutto il mondo durante il loro percorso, nonché di fare da capo spirituale della rete di centri di meditazione Shambhala. Dopo la morte di Chögyam Trungpa, nel 1987, il futuro Sakyong si è trasferito per tre anni in Nepal, studiando sotto la guida di Dilgo Khyentse Rinpoche. Nel frattempo, Osel Tendzin ha fatto da reggente succedendo a Trungpa Rinpoche come detentore del lignaggio Shambhala e capo delle numerose organizzazioni che Trungpa stesso aveva fondato, tra cui la rete di centri Shambhala e l'università di Naropa.
Nel 1990, alla morte di Tendzin, Ösel Mukpo è stato riconosciuto come successore dei lignaggi Kagyu, Nyingma e Shambhala. Nel 1995 è stato nominato Sakyong. Durante la cerimonia di nomina, Penor Rinpoche l'ha riconosciuto come reincarnazione di Mipham il Grande.
Nel 2006 ha sposato Khandro Tseyang Palmo, figlia di Namkha Drimed Rabjam Rinpoche, guida del lignaggio Ripa.

## Insegnamenti nel mondo
La sua educazione, strettamente legata tanto all'oriente quanto all'occidente, gli ha permesso di rivolgersi facilmente anche agli studenti occidentali. Sakyong Mipham conduce programmi di meditazione nei centri Shambhala e organizza ritiri in Europa e Nord America. Dirige l'organizzazione della comunità Shambhala, lavorando in collaborazione con altri maestri e lama.

Nel 2001 ha visitato per la prima volta il Tibet, dove è stato accolto da centinaia di persone come la reincarnazione di Mipham il grande. In quest'occasione Choseng Trungpa, dodicesima reincarnazione di Trungpa, gli ha offerto di amministrare il monastero di Surmang, che era stato sotto la guida di Chögyam Trungpa, e numerosi tibetani gli hanno domandato di assumersi la responsabilità di altre strutture, come il monastero di Weyen, l'orfanotrofio di Gesar, l'istituto Mipham a Golok, e il monastero di Khamput nel Kham. Oggi supporta queste strutture attraverso la fondazione Konchok.

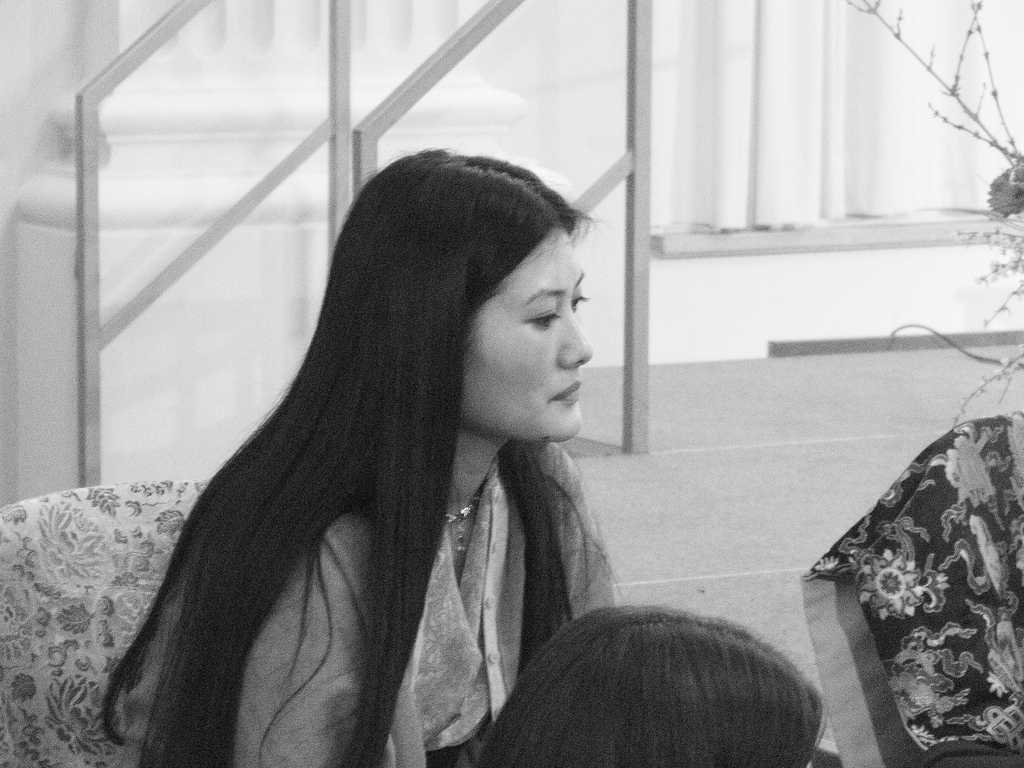
Khandro Tseyang, moglie di Sakyong Mipham.

## Opere
Sakyong Mipham ha pubblicato numerosi libri tra cui Ruling Your World, The Shambhala Principle e il bestseller Turning the Mind in to an Ally. Ha pubblicato anche il libro Running with the Mind of Meditation, in cui spiega alcuni esercizi fisici e mentali, legando la pratica della meditazione allo sport, in particolare alla corsa. Lui stesso ha portato a termine con successo nove maratone.

### Libri
- The Shambhala Principle: Discovering Humanity's Hidden Treasure, Harmony Books, 2013, ISBN 0770437435
- Running with the Mind of Meditation: Lessons for Training Body and Mind, Harmony Books, 2012, ISBN 0307888169
- Ruling Your World: Ancient Strategies for Modern Life, Morgan Road Books, 2005, ISBN 0-7679-2065-1
- Turning the Mind into an Ally, Riverhead Books, 2004, ISBN 1-57322-345-X

### Articoli
- It's All in the Mind Archiviato il 1º febbraio 2022 in Internet Archive. dal Shambhala Sun, novembre, 2006.